# Xiaomi Mi 4c
Xiaomi Mi 4c est un smartphone de la marque chinoise Xiaomi. Il a été présenté le 22 septembre 2015. Équipé d'un écran 1920*1080 de 5" avec laminage complet et d'un processeur haut de gamme de chez Qualcomm.

## Méthode de fabrication
Lors de la conférence, Lei Jun a tenu à expliquer la méthode de fabrication du Mi 4c, que ce soit en termes de design ou de performance.

### Design
Xiaomi propose sur ce Mi 4c un design « Unibody » haut de gamme ultra-compacte. Il est enveloppé dans une couverture mat douce au toucher, ayant une protection anti-empreintes digitales intégrée. Ce smartphone possède des boutons d'acier inoxydable robustes et le couvercle arrière possède 114 trous pour la chambre sonore créés par un processus de forage CNC. Sous les trous des haut-parleurs se trouve une subtile saillie d'1 mm qui offre de meilleures émissions sonores et protège le couvercle arrière de l'usure. Au sommet, le flash à deux tons et un microphone anti-bruit sont également alignés précisément dans le milieu. Le Mi 4c possède un toucher doux et mat au dos et la prise en main est confortable. La firme y a rajouté une couche permettant d'éviter la résistance accrue aux traces de doigts et à la graisse, c'est la première fois que Xiaomi propose un smartphone avec une couche de protection anti-empreintes digitales. La coque arrière du Mi 4c possède un support interne robuste en alliage de magnésium. Intégré à l'intérieur de l'appareil, il est essentiel pour protéger les composants internes du smartphone des gouttes d'eau ou de divers accidents.

### Composants

#### SIM
Le Mi 4c est Dual-Sim. Étant compatible 4G sur les deux slots SIM et prenant en charge jusqu'à 16 bandes (dont la 1 800 MHz et la 2 600 MHz en 4G FDD-LTE, fréquences françaises).

#### Écran
L'écran possède une taille de 5 pouces, propose un taux de couleur de 95 % NTSC avec une densité de pixels de 441 ppp ainsi qu'un angle de vision de 178°. Le plafonnement des niveaux de luminosité en plein soleil a un effet limité sur la lisibilité et draine rapidement la batterie. L'affichage "Sunlight" intégré dans l'écran du Mi 4c utilise la technologie au niveau matériel pour régler le contraste de chaque pixel en temps réel, de sorte que les images soient moins affectées par l'éblouissement.
Les smartphones en général, même si la luminosité de l'écran est au minimum, lorsque l'utilisateur est dans l'obscurité pendant une longue période, il peut facilement avoir une irritation des yeux à cause d'une luminosité minimale de 5 cd/m. La technologie du Mi 4c permet de corriger ce problème grâce à un réglage de rétro-éclairage plus précis qui peut réduire au minimum la luminosité à 1 cd/m, seulement 1/5 de l'écran général. Les couleurs bleutés peuvent affecter la sécrétion de mélatonine, ce qui affecte le sommeil. La technologie de l'écran du Mi 4c peut permettre de réduire la stimulation de la couleur bleue afin d'améliorer le sommeil de l'utilisateur. Afin de faire le meilleur affichage possible, l'entreprise affirme avoir utilisé la technologie avancée de collage complet consistant à fusionner des couches en verre de protection ainsi que le capteur tactile en un seul. Ceci élimine la réfraction de la lumière provoquée par des espaces d'air entre chaque couche, afin de mieux profiter de la lumière de l'écran, avoir des couleurs plus riches et un meilleur contraste.

#### Batterie
Le Mi 4c possède un corps ultra mince de 7,8 mm, la batterie 3 080 mAh possède une haute tension de 4,4 V et une charge rapide 2.0.

#### Appareil photo
Le Mi 4c possède un capteur dorsal de 13 millions de pixels, ce capteur possède une technologie d'appareil photo reflex de la phase PDAF concentrant la technologie, le mode de mise au point qui est plus avancée afin d'atteindre rapidement une capture à 0.1 seconde. Il peut capter des vidéos 1080p en 120fps. Pour résoudre les détails des images sombres et floues, plus de problème de bruit, il peut s'allumer automatiquement lorsque la luminosité diminue, procède à une suppression du bruit intelligente et in fine, synthétisera un ensemble lumineux, des détails clairs et par conséquent, des photos réussies avec une diminution du bruit. Le capteur possède un grand angle de vision allant jusqu'à 85° et une focale de f/2.0, il peut couvrir une perspective plus large que la caméra ordinaire, ce qui signifie que l'utilisateur peut prendre une photo avec un certain nombre de personnes.

#### Connectivité
Le Mi 4c possède une meilleure gestion du réseau 2G/3G/4G, grâce à une technologie Dual-SIM revisitée, lorsque deux cartes sont connectées simultanément, vous pouvez choisir lequel vous utiliserez pour obtenir le réseau 4G. Le mode Intelligent Roaming vous permet, même si vivre voyage se passe sans encombre, lorsque itinérance passe à l'étranger, le téléphone prend un certain temps à initialiser le roaming, afin de vous inscrire au réseau de l'opérateur local. Cette technologie intelligente vous permet justement de corriger le problème et ainsi d'émettre un appel rapidement. Outre sa rapidité de connexion, lorsque l'utilisateur prend le TGV, le signal du téléphone est généré avec près de 1 000 Hz de décalage de spectre, bien plus que la gamme normale d'erreur, affectant gravement la qualité de la communication. Le mode ferroviaire à grande vitesse du Mi 4c permet de rectifier ce décalage du spectre efficacement, verrouillant le meilleur signal avec une antenne relais connectée à l'appel pour assurer une transmission stable, l'utilisateur pourra naviguer sans interruption sur le web, faire de son long voyage un moment moins fastidieux.
Afin de rendre plus avancée le Wi-Fi 802.11ac, les ingénieurs du Mi 4c ont ajouté une antenne Wi-Fi double antenne pour le routeur et le téléphone afin d'envoyer et recevoir des données plus rapidement, naviguer sur le Web, regarder des vidéos ou télécharger des applications tout en attendant moins de temps. Ce Mi 4c possède une connectique USB type-C.

## Prix
- 1299 yuans (environ 204 $), soit 183 € pour la version 16 Go et 2 Go RAM.
- 1499 yuans (environ 235 $), soit 211 € pour la version 32 Go et 3 Go RAM.